# مان بهادر راي
مان بهادر راي (بالهندية: मन बहादुर राय؛ بالإنجليزية: Man Bahadur Rai) هو عسكري هندي، ولد في 10 يناير 1914 في مقاطعة دارجيلنغ في الهند، وتوفي في 14 فبراير 2011 في جورهات في الهند.